# Gosztonyia antarctica
Gosztonyia antarctica — вид окунеподібних риб родини Бельдюгові (Zoarcidae). Відомий лише в Антарктиці в морі Беллінсгаузена.

## Етимологія
Рід Gosztonyia названий на честь аргентинського біолога доктора Атили Естебана Гощтонії за його вклад у систематику південноамериканських бельдюгових; видова назва antarctica походить від типового місцезнаходження виду — Антарктики.

## Спосіб життя
Це донно-пелагічний вид, що мешкає на глибині понад 600 м.